# Kubafalk
Kubafalk (Falco kurochkini) är en förhistorisk utdöd fågel i familjen falkar inom ordningen falkfåglar som förekom på Kuba. 

## Beskrivning
Fågeln var relativt liten, mittemellan amerikansk tornfalk av underarten sparveroides som häckar på ön och den förbiflyttande stenfalken. Dess ben var dock mycket långa, möjligen längre än hos någon annan i släktet Falco. Kubafalken tros ha födosökt på marken genom att löpande jaga sitt byte. Den häckade troligen även på eller nära marken.

## Utdöende
Arten var på grund av sitt marklevande beteende sannolikt mycket känslig för av människan införda invasiva arter och habitatförändringar. Den är endast känd från subfossila lämningar, men kan ha överlevt tills efter att européerna koloniserade ön i början av 1600-talet.